# جکنایف لی
جکنایف لی (انگلیسی: Jacknife Lee؛ زادهٔ ۱ ژانویهٔ ۲۰۰۰) تهیه‌کننده موسیقی اهل جمهوری ایرلند است. او با هنرمندانی همچون یوتو، آر.ئی.ام.، کیلرز، رابی ویلیامز، اسنو پاترول، بلوک پارتی، ویزر، وان دایرکشن، ادیتورز و تیلور سوئیفت همکاری کرده‌است.